# Kaskaskia
Kaskaskia és una vila dels Estats Units a l'estat d'Illinois. Segons el cens del 2000 tenia 9 habitants.
Va ser la capital de l'antic Territori d'Illinois.

## Demografia
Segons el cens del 2000, Kaskaskia tenia 9 habitants, 4 habitatges, i 3 famílies. La densitat de població era de 31,6 habitants/km².
Per edats la població es repartia de la següent manera: un 22,2% tenia menys de 18 anys, un 11,1% entre 18 i 24, un 11,1% entre 25 i 44, un 22,2% de 45 a 60 i un 33,3% 65 anys o més.
L'edat mediana era de 48 anys. Per cada 100 dones de 18 o més anys hi havia 28,6 homes.
Cap de les famílies estaven per davall del llindar de pobresa.

## Poblacions properes
El següent diagrama mostra les poblacions més properes.